# 1143 Одіссей
1143 Одіссей — це великий астероїд, який рухається разом із Юпітером і належить до «грецького табору» троянців Юпітера. Його відкрив 28 січня 1930 року німецький астроном Карл Вільгельм Райнмут в обсерваторії Гайдельберг-Кенігштуль, що розташована на південному заході Німеччини. Астероїд отримав свою назву на честь Одіссея — легендарного героя давньогрецької міфології, відомого своєю хитрістю та довгим шляхом додому після Троянської війни. Одіссей належить до спектрального класу D, що означає, що його поверхня темна та багата на органічні речовини. Його період обертання навколо власної осі становить приблизно 10,1 години. За розмірами цей астероїд є одним із найбільших серед троянців Юпітера, його діаметр оцінюється приблизно у 125 кілометрів (78 миль).

## Орбіта та класифікація
Троянський астероїд 1143 Одіссей рухається навколо Сонця разом із Юпітером і належить до «грецького табору». Він знаходиться в точці Лагранжа L4 — області, яка розташована приблизно на 60° попереду Юпітера в його орбітальному русі. Астероїд перебуває в орбітальному резонансі 1:1 із цією планетою, тобто він рухається разом із Юпітером, але при цьому не наближається до нього занадто близько. Одіссей обертається навколо Сонця на відстані від 4,8 до 5,7 астрономічних одиниць (а.о.) і завершує один оберт за 12 років (4393 дні). Середня відстань (велика піввісь) його орбіти становить 5,25 а.о.. Його орбіта має невелике витягування (ексцентриситет 0,09), а її нахил до площини екліптики складає лише 3°. Завдяки цьому Одіссей має досить стабільну орбіту, яка практично не змінюється з часом. Астероїд не наближається занадто близько до інших великих планет. Найближче прогнозоване зближення відбудеться 5 травня 2083 року, коли він буде на відстані 3,104 а.о. (близько 464 мільйонів кілометрів) від Марса. Це досить далеко, щоб істотно вплинути на його орбіту. Перше спостереження Одіссея відбулося в лютому 1930 року, всього через три тижні після його відкриття, в обсерваторії Гайдельберг-Кенігштуль. З того часу цей астероїд регулярно спостерігається астрономами для подальшого вивчення його характеристик.

## Назва
Цей астероїд назвали на честь Одіссея — одного з найвідоміших героїв давньогрецької міфології. Він був головним персонажем епосу Гомера «Одіссея» і відіграв важливу роль у «Іліаді». Одіссей уславився своєю хитрістю, кмітливістю та витривалістю, особливо під час десятирічної подорожі додому після закінчення Троянської війни. Офіційне затвердження назви відбулося у 1955 році у виданні The Names of the Minor Planets, укладеному астрономом Полом Герґетом.

## Фізичні характеристики
Одіссей є темним астероїдом, який належить до класу D. Це означає, що його поверхня має дуже низьку відбивну здатність — вона погано відбиває світло. Такі астероїди складаються з вуглецевих матеріалів, які не змінилися за мільярди років.

### Діаметр та альбедо
Згідно з даними, отриманими за допомогою інфрачервоних супутників, таких як IRAS, японський Akari та місія NEOWISE від НАСА, діаметр астероїда Одіссей оцінюється в межах від 114 до 131 кілометра. Це означає, що він є досить великим об'єктом у Сонячній системі. Його поверхня відбиває від 5 % до 7,5 % світла, що показує, що вона темна, порівняно з іншими астероїдами.
База даних Collaborative Asteroid Lightcurve Link (CALL) на основі спостережень з IRAS оцінює альбедо Одіссея як 0,0753, а його діаметр — 125,64 км. Це також відповідає абсолютній зоряній величині 7,93. У травні 2005 року вчені спостерігали, як астероїд Одіссей перекриває зорю, і використали ці спостереження, щоб точніше визначити його розміри. За результатами цих спостережень, астероїд має еліптичну форму з розмірами 126 км по великій осі та 126 км по малій осі, що означає, що він майже круглий.

### Період обертання
Велика кількість спостережень за періодами обертання астероїда Одіссей почалася з першого фотометричного вимірювання, проведеного Річардом Бінзелем у січні 1988 року. Пізніше, у червні 1994 року, Стефано Моттола провів перше точне вимірювання періоду обертання Одіссея, використовуючи телескоп Бохума (діаметром 0,61 м), що знаходиться в обсерваторії Ла-Сілья в Чилі. До 2018 року, після ретельного аналізу кривої блиску, отриманої під час місії Кеплера K2 в серпні 2015 року, було визначено більш точний період обертання астероїда. Цей період обертання складає 10,114 години, а амплітуда яскравості — 0,20 зоряних величин (що показує, на скільки змінюється яскравість астероїда під час його обертання). Цей результат став найбільш точним на той час завдяки високій якості даних, зібраних під час місії.